# نظارت جمعی در چین

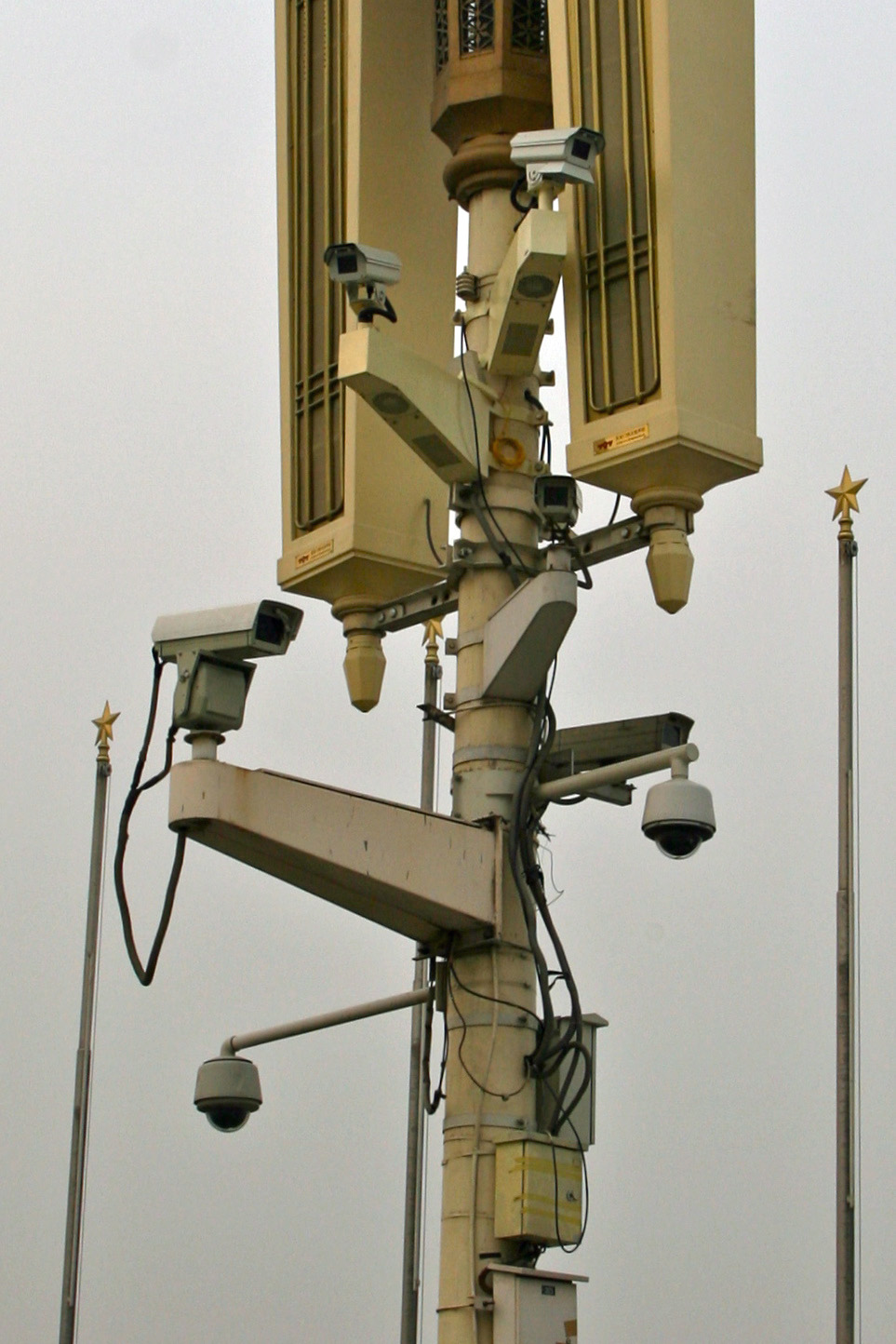
دوربین‌های مدار بسته در میدان تیان‌آنمن در سال ۲۰۰۹. در سال ۲۰۱۹، Comparitech گزارش داد که ۸ شهر از ۱۰ شهر مورد نظارت در جهان در چین هستند.

نظارت جمعی در جمهوری خلق چین شبکه ای از سیستم‌های نظارتی است که توسط دولت مرکزی چین برای نظارت بر شهروندان چینی استفاده می‌شود که از طریق دولت انجام می‌شود، اگرچه نظارت شرکت‌های در ارتباط با دولت چین نیز گزارش شده است. چین شهروندان خود را از طریق نظارت اینترنتی، نظارت با دوربین و سایر فناوری‌های دیجیتال زیر نظر دارد. در دولت شی جین پینگ ، دبیرکل حزب کمونیست چین این امر به‌طور فزاینده‌ای گسترش یافته و پیشرفت کرده است.